# Maria (film, 1975)
Pour les articles homonymes, voir Maria.
Pour plus de détails, voir Fiche technique et Distribution.
Maria est un film dramatique suédois réalisé par Mats Arehn (sv) et sorti en 1975. Le scénario du film est basé sur les romans I stället för en pappa et Hur blir det sen då? de Kerstin Thorvall.
Lis Nilheim a remporté le prix Guldbagge de la meilleure actrice pour son rôle de Maria Widen lors de la 11e cérémonie des Guldbagge Awards.

## Fiche technique
- Titre original : Maria
- Réalisation : Mats Arehn (sv)
- Scénario : Mats Arehn, Ingemar Ejve, Bertil Köhler, adapté d'un roman de Kerstin Thorvall
- Photographie : Lasse Björne
- Montage : Ingemar Ejve
- Musique : Kjell Andersson
- Costumes : Kerstin Berg
- Production : Ingemar Ejve
- Sociétés de production :
- Pays de production : Suède
- Langue originale : suédois
- Format : couleur
- Genre : drame
- Durée : 100 minutes
- Dates de sortie[2] :  
  - France : 14 mai 1975 (Festival de Cannes)
  - Suède : 6 juin 1975

## Distribution
- Lis Nilheim : Maria Widen
- Thomas Hellberg (sv) : Leif Johansson
- Ulf Hasseltorp (sv) : Magnus Widen
- Janne Carlsson : Rikard
- Peter Malmsjö (sv) : Kenta
- Viveca Dahlén (sv) : Sylvia
- Sif Ruud
- Karl Erik Flens (sv) : le père de Maria
- Helge Skoog (sv)
- Olof Bergström (sv) : agent de probation
- Eddie Axberg (sv) : le jeune arrêté
- Siv Ericks : la femme chez le coiffeur
- Gun-Britt Öhrström (sv) (comme Gun Falck)
- Palle Granditsky (sv) : un policier en civil
- Olle Leth (sv) : un policier en civil
- Inga Grönlund (sv) : l'épouse de l'agent de probation
- Sten Johan Hedman (sv) : condamné dans la bagarre
- Ove Kant (sv) : geôlier
- Lasse Lundgren (sv) : geôlier (comme Lasse Lundgren)
- Jan Kreigsman (sv) : policier
- Gert Nyman (sv)
- Gunnar Schyman (sv)
- Steve Jansson (sv) : professeur
- Chris Wahlström (sv)
- Stig Grybe

## Récompenses et distinctions
- (en) Maria: Awards, sur l'Internet Movie Database